# Heart of the Golden West
Heart of the Golden West è un film del 1942 diretto da Joseph Kane.
È un film western statunitense con Roy Rogers, Smiley Burnette e George 'Gabby' Hayes.

## Produzione
Il film, diretto da Joseph Kane su una sceneggiatura di Earl Felton, fu prodotto da Kane, come produttore associato, per la Republic Pictures e girato nelle Alabama Hills a Lone Pine e nei Republic Studios a Hollywood in California.

## Colonna sonora
- River Robin - scritta da Bob Nolan, cantata da Roy Rogers, dai Sons of the Pioneers e dall'Hall Johnson Choir
- Who's Gonna Help Me Sing? - scritta da Bob Nolan, cantata da Roy Rogers, dai Sons of the Pioneers e dall'Hall Johnson Choir
- Night Falls On The Prairie - scritta da Bob Nolan e Lloyd Perryman
- Cowboys and Indians - scritta da Tim Spencer e Roy Rogers, cantata dai Sons of the Pioneers
- Carry Me Back To Old Virginny - scritta da James Allen Bland, arrangiamento di Hall Johnson, cantata dall'Hall Johnson Choir
- River Chant - scritta da Hall Johnson, cantata dall'Hall Johnson Choir

## Distribuzione
Il film fu distribuito negli Stati Uniti dal 16 novembre 1942 al cinema dalla Republic Pictures.
Altre distribuzioni:
- in Portogallo il 12 aprile 1948 (Perigos e Melodias e A Sul de Santa Fé)
- in Brasile (Coração do Oeste)
- in Germania (Das Herz des goldenen Westens)

## Promozione
Tra le tagline: "The Brightest Star In The Western Sky... Blazing Across The Screen In His Most Sensational Motion Picture!".